# Krywczunka
Krywczunka (ukr. Кривчунка) – wieś na Ukrainie, w obwodzie czerkaskim, w rejonie humańskim, w hromadzie Żaszków. W 2001 liczyła 802 mieszkańców, spośród których 795 wskazało jako ojczysty język ukraiński, 6 rosyjski, a 1 rumuński.